# Neothetalia columbiana
Neothetalia columbiana är en skalbaggsart som först beskrevs av Klimaszewski in Klimaszewski och Winchester 2002.  Neothetalia columbiana ingår i släktet Neothetalia och familjen kortvingar. Inga underarter finns listade i Catalogue of Life.